# There Goes My Baby (filme)
There Goes My Baby (no Brasil, Os Últimos Dias do Paraíso - Geração Perdida, em Portugal, Cá Vamos Nós) é um filme norte-americano de 1994, realizado por Stephen Fisher e Floyd Mutrux, e com a participação de Dermot Mulroney, Rick Schroder, Noah Wyle, Lucy Deakins e Kelli Williams; o filme é também conhecido como The Last Days of Paradise.

## Sinopse
A história segue o quotidiano de um grupo de finalista do liceu na Califórnia em 1965, num ambiente dominado por temas como os tumultos de Watts e a Guerra do Vietname.